# (33244) 1998 HO13
1998 ايتش أو 13 (ويعرف أيضًا باسم (33244) 1998 ايتش أو 13 وفق تسمية الكوكب الصغير) (بالإنجليزية: 1998 HO13)‏ هو كويكب ضمن حزام الكويكبات؛ وترتيبه 33244 من حيث الاكتشاف.
اكتُشف هذا الجُرم الفلكي بواسطة بحث لنكولن عن الكويكبات القريبة من الأرض في 18 أبريل 1998.

## وصلات خارجية
- (33244) 1998 HO13 في قاعدة بيانات مختبر الدفع النفاث لأجرام النظام الشمسي الصغيرة

- الاكتشاف · مخطط المدار ·  العناصر المدارية · المعلمات المادية

- (33244) 1998 HO13 على موقع ويكي سكاي: DSS2, SDSS, GALEX, IRAS, Hydrogen α, X-Ray, Astrophoto, Sky Map, Articles and images